# Brødre
 For alternative betydninger, se Brødre (flertydig). (Se også artikler, som begynder med Brødre)
Brødre er en dansk film fra 2004, instrueret af Susanne Bier, der også har skrevet manuskriptet med Anders Thomas Jensen.
I 2009 blev filmen genindspillet i USA under titlen Brothers. Tobey Maguire, Jake Gyllenhaal og Natalie Portman spillet hovedrollerne, og filmen er instrueret af Jim Sheridan. Tobey Maguire modtog en Golden Globe-nominering i 2009 og det samme gjorde titelsangen "Winter", som er skrevet af bandet U2.

## Medvirkende
- Connie Nielsen
- Ulrich Thomsen
- Nikolaj Lie Kaas
- Bent Mejding
- Solbjørg Højfeldt
- Paw Henriksen
- Laura Bro
- Niels Olsen
- Lene Maria Christensen
- Henrik Koefoed